# RNF113A
RNF113A (англ. Ring finger protein 113A) – білок, який кодується однойменним геном, розташованим у людей на X-хромосомі. Довжина поліпептидного ланцюга білка становить 343 амінокислот, а молекулярна маса — 38 787.
| 10         |  | 20         |  | 30         |  | 40         |  | 50         |
| ---------- |  | ---------- |  | ---------- |  | ---------- |  | ---------- |
| MAEQLSPGKA |  | VDQVCTFLFK |  | KPGRKGAAGR |  | RKRPACDPEP |  | GESGSSSDEG |
| CTVVRPEKKR |  | VTHNPMIQKT |  | RDSGKQKAAY |  | GDLSSEEEEE |  | NEPESLGVVY |
| KSTRSAKPVG |  | PEDMGATAVY |  | ELDTEKERDA |  | QAIFERSQKI |  | QEELRGKEDD |
| KIYRGINNYQ |  | KYMKPKDTSM |  | GNASSGMVRK |  | GPIRAPEHLR |  | ATVRWDYQPD |
| ICKDYKETGF |  | CGFGDSCKFL |  | HDRSDYKHGW |  | QIERELDEGR |  | YGVYEDENYE |
| VGSDDEEIPF |  | KCFICRQSFQ |  | NPVVTKCRHY |  | FCESCALQHF |  | RTTPRCYVCD |
| QQTNGVFNPA |  | KELIAKLEKH |  | RATGEGGASD |  | LPEDPDEDAI |  | PIT        |

A: Аланін

C: Цистеїн

D: Аспарагінова кислота

E: Глутамінова кислота

F: Фенілаланін

G: Гліцин

H: Гістидин

I: Ізолейцин

K: Лізин

L: Лейцин

M: Метіонін

N: Аспарагін

P: Пролін

Q: Глутамін

R: Аргінін

S: Серин

T: Треонін

V: Валін

W: Триптофан

Кодований геном білок за функцією належить до фосфопротеїнів. 
Задіяний у такому біологічному процесі, як ацетилювання. 
Білок має сайт для зв'язування з іонами металів, іоном цинку. 